# Summer Nights (песня Rascal Flatts)
«Summer Nights» — песня американской кантри-группы Rascal Flatts, вышедшая в качестве второго сингла с их 6-го студийного альбома Unstoppable. Релиз прошёл 19 мая 2009 года. Сингл достиг первого места в кантри-чарте Канады и второq позиции в американском Hot Country Songs (Billboard).

## История
«Summer Nights» — это быстрая кантри-песня, посвящённая летнему времени и приглашающая других присоединиться к вечеринке.
Песня «Summer Nights» дебютировала на 57-м месте в чарте Billboard Hot Country Songs от 18 апреля 2009 года, основываясь на радиоэфире, полученном в то время, когда их текущий сингл «Here Comes Goodbye» поднимался в чартах. «Summer Nights» продержался на этой позиции две недели, прежде чем исчезнуть из чартов. Она вновь появилась в том же чарте 16 мая 2009 года под номером 53, а через две недели вошла в Top 40 под номером 30. Песня заняла 2-е место в американском чарте Billboard Hot Country Songs. В канадском кантри-чарте песня заняла первое место.

## Отзывы
Песня получила смешанные отзывы музыкальной критики. Мэтт Бьорк из Roughstock отметил, что песня «лёгкая» и «приятная» и понравится поклонникам Rascal Flatts, но отметил, что не думает, что она будет хорошо принята теми, кому не нравится мейнстримовое звучание группы. Мэнди Байерли из Entertainment Weekly написала в рецензии, что песня звучит так, как будто она взята из саундтрека High School Musical.

## Позиции в чартах

### Еженедельные чарты
| Чарт (2009)                         | Наивысшая позиция |
| ----------------------------------- | ----------------- |
| США (Billboard Hot Country Songs)   | 2                 |
| США (Billboard Hot 100)             | 37                |
| Канада (Billboard Country)          | 1                 |
| Канада (Billboard Canadian Hot 100) | 56                |

### Годовые итоговые чарты
| Чарт (2009)                   | Позиция |
| ----------------------------- | ------- |
| США Country Songs (Billboard) | 20      |